# Pôle d’équilibre territorial et rural du Soissonnais et du Valois
Le pôle d’équilibre territorial et rural du Soissonnais et du Valois (PETR du Soissonnais et du Valois) est un pôle d’équilibre territorial et rural français situé dans le département de l’Aisne, en région Hauts-de-France.

## Historique
Le pôle d’équilibre territorial et rural du Soissonnais et du Valois est créé par arrêté préfectoral du 5 décembre 2018 avec mise en place effective pour le 1er janvier 2019. Il regroupe 4 établissements publics de coopération intercommunale à fiscalité propre, dont GrandSoissons Agglomération, le Val de l'Aisne, le canton d'Oulchy-le-Château et Retz-en-Valois. Le syndicat inclut également 166 communes, membres des quatre établissements publics de coopération intercommunale à fiscalité propre.
Le PETR du Soissonnais et du Valois correspondait à un pays, dénommé « Pays du Soissonnais » selon la LOADDT dite Loi Voynet du 25 juin 1999, dont les termes ont été abrogées par la loi du no 2010-1563 du 16 décembre 2010 de réforme des collectivités territoriales. Cette nouvelle structure remplace le pays du Soissonnais qui était doté d'une charte de Pays sans avoir un syndicat mixte de Pays. Seulement, plusieurs réunions annuels étaient consacrées à ce sujet.

## Composition

### EPCI
Le PETR du Soissonnais et du Valois regroupe 4 établissements publics de coopération intercommunale à fiscalité propre :
| Nom                         | Nature juridique           | Nombre de communes | Superficie (km2) | Population (2021) | Densité (hab./km2) |
| --------------------------- | -------------------------- | ------------------ | ---------------- | ----------------- | ------------------ |
| GrandSoissons Agglomération | Communauté d'agglomération | 27                 | 181,0            | 52 584            | 290,60             |
| Retz-en-Valois              | Communauté de communes     | 54                 | 534,40           | 28 978            | 54,20              |
| Val de l'Aisne              | Communauté de communes     | 56                 | 395,20           | 20 284            | 51,33              |
| Canton d'Oulchy-le-Château  | Communauté de communes     | 26                 | 231,80           | 5 569             | 24,0               |

### Communes
Le PETR du Soissonnais et du Valois inclut 163 communes regroupées dans les 4 établissements publics de coopération intercommunale à fiscalité propre :
1. Acy
2. Aizy-Jouy
3. Allemant
4. Ambleny
5. Ambrief
6. Ancienville
7. Arcy-Sainte-Restitue
8. Audignicourt
9. Augy
10. Bagneux
11. Bazoches-et-Saint-Thibaut
12. Belleu
13. Berny-Rivière
14. Bernoy-le-Château
15. Beugneux
16. Bieuxy
17. Billy-sur-Aisne
18. Billy-sur-Ourcq
19. Blanzy-lès-Fismes
20. Braine
21. Braye
22. Brenelle
23. Breny
24. Bruys
25. Bucy-le-Long
26. Buzancy
27. Celles-sur-Aisne
28. Cerseuil
29. Chacrise
30. Chassemy
31. Chavignon
32. Chavigny
33. Chavonne
34. Chaudun
35. Chéry-Chartreuve
36. Chivres-Val
37. Chouy
38. Ciry-Salsogne
39. Clamecy
40. Cœuvres-et-Valsery
41. Condé-sur-Aisne
42. Corcy
43. Courcelles-sur-Vesle
44. Courmelles
45. Couvrelles
46. Coyolles
47. Cramaille
48. Crouy
49. Cuffies
50. Cuiry-Housse
51. Cuisy-en-Almont
52. Cutry
53. Cys-la-Commune
54. Dammard
55. Dampleux
56. Dhuizel
57. Dommiers
58. Droizy
59. Épagny
60. Faverolles
61. La Ferté-Milon
62. Fleury
63. Fontenoy
64. Grand-Rozoy
65. Haramont
66. Hartennes-et-Taux
67. Jouaignes
68. Juvigny
69. Laffaux
70. Largny-sur-Automne
71. Launoy
72. Laversine
73. Lesges
74. Leury
75. Lhuys
76. Limé
77. Longpont
78. Louâtre
79. Maast-et-Violaine
80. Macogny
81. Margival
82. Marizy-Sainte-Geneviève
83. Marizy-Saint-Mard
84. Mercin-et-Vaux
85. Missy-aux-Bois
86. Missy-sur-Aisne
87. Monampteuil
88. Monnes
89. Montgobert
90. Montgru-Saint-Hilaire
91. Montigny-Lengrain
92. Mont-Notre-Dame
93. Mont-Saint-Martin
94. Morsain
95. Mortefontaine
96. Muret-et-Crouttes
97. Nampteuil-sous-Muret
98. Nanteuil-la-Fosse
99. Neuville-sur-Margival
100. Noroy-sur-Ourcq
101. Nouvron-Vingré
102. Oigny-en-Valois
103. Osly-Courtil
104. Ostel
105. Oulchy-la-Ville
106. Oulchy-le-Château
107. Paars
108. Parcy-et-Tigny
109. Pargny-et-Filain
110. Pasly
111. Passy-en-Valois
112. Pernant
113. Le Plessier-Huleu
114. Ploisy
115. Pommiers
116. Pont-Arcy
117. Presles-et-Boves
118. Puiseux-en-Retz
119. Quincy-sous-le-Mont
120. Ressons-le-Long
121. Retheuil
122. Rozières-sur-Crise
123. Saconin-et-Breuil
124. Saint-Bandry
125. Saint-Christophe-à-Berry
126. Saint-Mard
127. Saint-Pierre-Aigle
128. Saint-Rémy-Blanzy
129. Sancy-les-Cheminots
130. Septmonts
131. Les Septvallons
132. Serches
133. Sermoise
134. Serval
135. Silly-la-Poterie
136. Soissons
137. Soucy
138. Soupir
139. Taillefontaine
140. Tannières
141. Tartiers
142. Terny-Sorny
143. Troësnes
144. Vailly-sur-Aisne
145. Vassens
146. Vasseny
147. Vaudesson
148. Vauxbuin
149. Vauxrezis
150. Vauxtin
151. Venizel
152. Vézaponin
153. Vic-sur-Aisne
154. Viel-Arcy
155. Vierzy
156. Ville-Savoye
157. Villemontoire
158. Villeneuve-Saint-Germain
159. Villers-Cotterêts
160. Villers-Hélon
161. Vivières
162. Vregny
163. Vuillery

## Représentation

### Liste des présidents
La liste ci-dessous recense le nom des présidents du pôle d’équilibre territorial et rural :
| Période        | Période        | Identité         | Étiquette | Qualité |
| -------------- | -------------- | ---------------- | --------- | --- |
| mars 2019      | septembre 2020 | Jean-Marie Carré | DVG       | Maire de Septmonts (1995 → 2008) Conseiller municipal de Septmonts Président de GrandSoissons Agglomération (depuis 2008) |
| septembre 2020 | En cours       | Alain Crémont    | DVD       | Maire de Soissons (2014 → ) Président de GrandSoissons Agglomération (depuis 2020)                                        |

### Les élus
Le PETR du Soissonnais et du Valois est composé de 25 délégués communautaires, choisis au sein des établissements publics de coopération intercommunale à fiscalité propre. Mardi 22 septembre 2020, le comité syndical du Pôle d’Equilibre Territorial et Rural du Soissonnais et Valois a été installé. Monsieur Alain Crémont devient Président du PETR du Soissonnais et du Valois. 
1. 1er Vice-Président délégué à l’administration générale et aux finances : Alexandre de MONTESQUIOU (Président de la CCRV).
2. 2ème Vice-Président délégué au tourisme et à l’attractivité territoriale : Thierry Routier (Président de la CCVA).
3. 3ème Vice-Président délégué aux relations avec les partenaires institutionnels : Hervé MUZART (Président de la CCCOC)
4. 4ème Vice-Président délégué à la Transition énergétique : Loïc Lalys (Maire de Serches)
5. 5ème Vice-Président délégué à l’aménagement et au SCoT: Jean-Pascal BERSON (1er Vice-Président de la CCRV

4 Autres membres du Bureau:
·      Pascal Tordeux (GrandSoissons Agglomération)
·      Franck Briffaut  (CC Retz en Valois, Maire de Villers-Cotterêts)
·      François Rampelberg (CC Val de l’Aisne)
·      Marina Carrette (CC du Canton d’Oulchy le Château)